# Verkehrsverbund Ost-Region

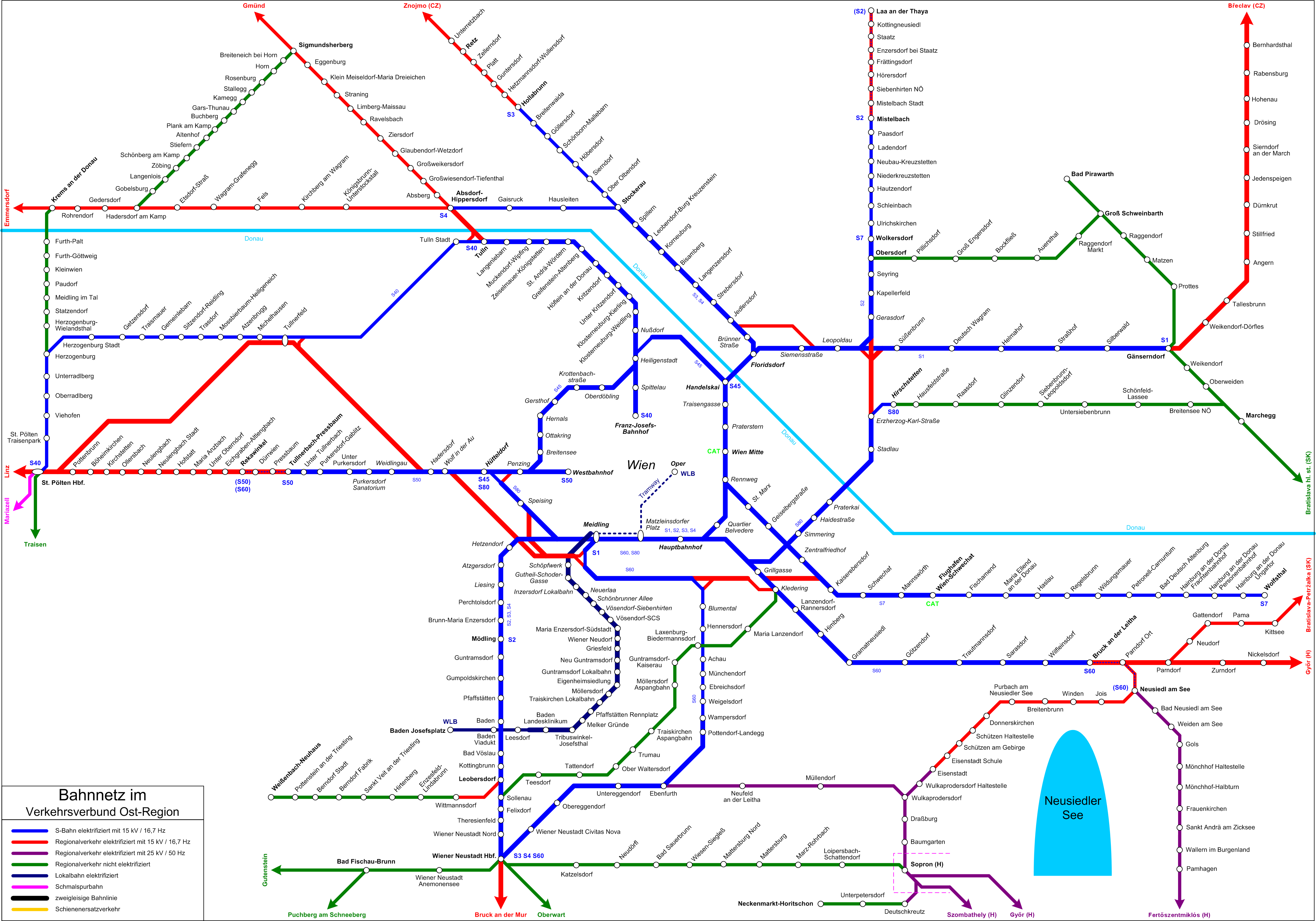
Rete gestita da VOR fino luglio 2016

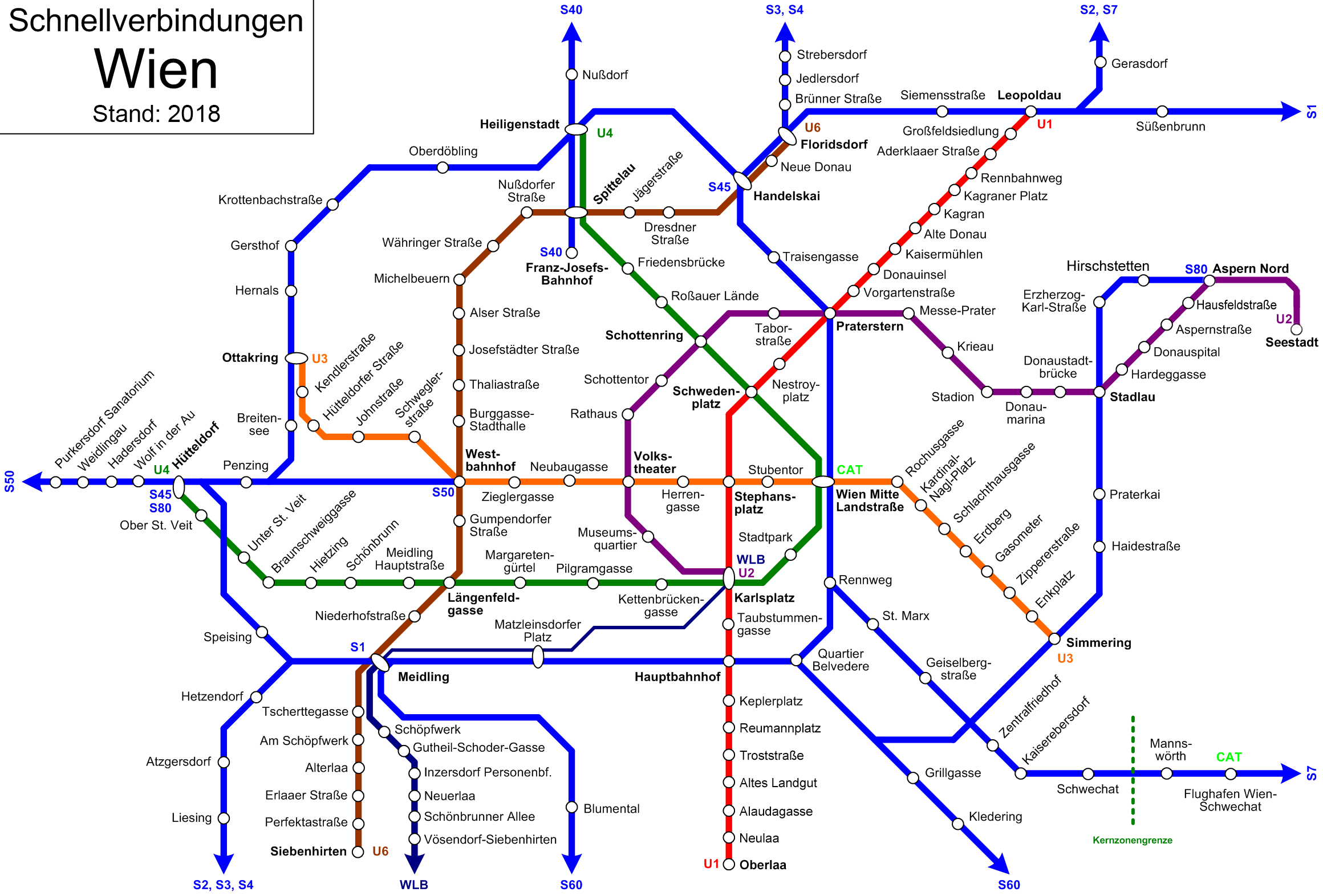
Rete di trasporto viennese - servizi gestiti da VOR

La Verkehrsverbund Ost-Region (VOR) G.m.b.H. (lett. Società Trasporti della Regione Orientale) è un fornitore austriaco di servizi di trasporto pubblico per le regioni dell'Austria orientale (Vienna, Bassa Austria e Burgenland). Ha il compito di coordinare orari, tariffe e servizi dei treni locali e delle autolinee regionali operanti in quest'area.
Serve un'area totale di 23562,71 km² che comprende 3,8 milioni di abitanti, gestendo circa 900 linee per un totale di 18000 km chilometri e 11,300 tra stazioni e fermate con un volume di trasporto pari a 1,1 miliardi di passeggeri all'anno.

## Storia
L'atto costitutivo della VOR risale al 4 settembre 1974 e il 5 novembre successivo venne registrata come impresa. Ha iniziato le operazioni effettive il 3 giugno 1984. La società è registrata presso il Tribunale commerciale di Vienna con il numero di registro 117218f. I soci sono gli stati federali di Vienna, della Bassa Austria e del Burgenland, i primi due con una quota del 44% ciascuno mentre il rimanente 12% fa capo al Burgenland. Il capitale sociale ammonta a 100000 €.
Nel 2003 iniziarono le trattative di fusione tra VOR e il Verkehrsverbund Niederösterreich-Burgenland (Consorzio Trasporti Bassa Austria-Burgenland, VVNB), di cui VOR ha assunto il controllo nel 2005. A dicembre 2010 fu ufficializzata la fusione tra VVNB e VOR, con il contestuale passaggio a un sistema tariffario unificato a nido d'ape al posto dei precedenti sistemi a zone concentriche (applicato da VOR) e su base chilometrica (applicato da VVNB). L'avvio del nuovo sistema era stato pianificato inizialmente tra l'estate del 2012 e quella del 2013 ma a inizio del 2013 fu annunciato un rinvio "al massimo di un anno" per definire meglio le nuove unità tariffarie.
La rete di trasporto unificata è diventata effettiva il 6 luglio 2016, con un sistema tariffario completamente diverso da quello concepito inizialmente.
Il Verkehrsverbund Ost-Region fa parte dell'ARGE ÖVV (Mobilitätsverbünde Österreich), il complesso delle sette associazioni di trasporto regionale che messe insieme coprono l'intera rete di trasporto pubblico austriaco.

## Amministrazione
Il consiglio di amministrazione è composto da otto persone:
- Presidente: Sabine Halbarth (Burgenland)
- Vicepresidente: Erich Valentin (Vienna)
- Consiglieri: Karl Wilfing (Bassa Austria), Andreas Dillinger, Gerald Gerstbauer
- Rappresentanti dei dipendenti: Claudia Kavlik, Sandra Beliktay, Marco Teßmann

Gli amministratori delegati sono Wolfgang Schroll e Karin Zipperer.

## Società affiliate

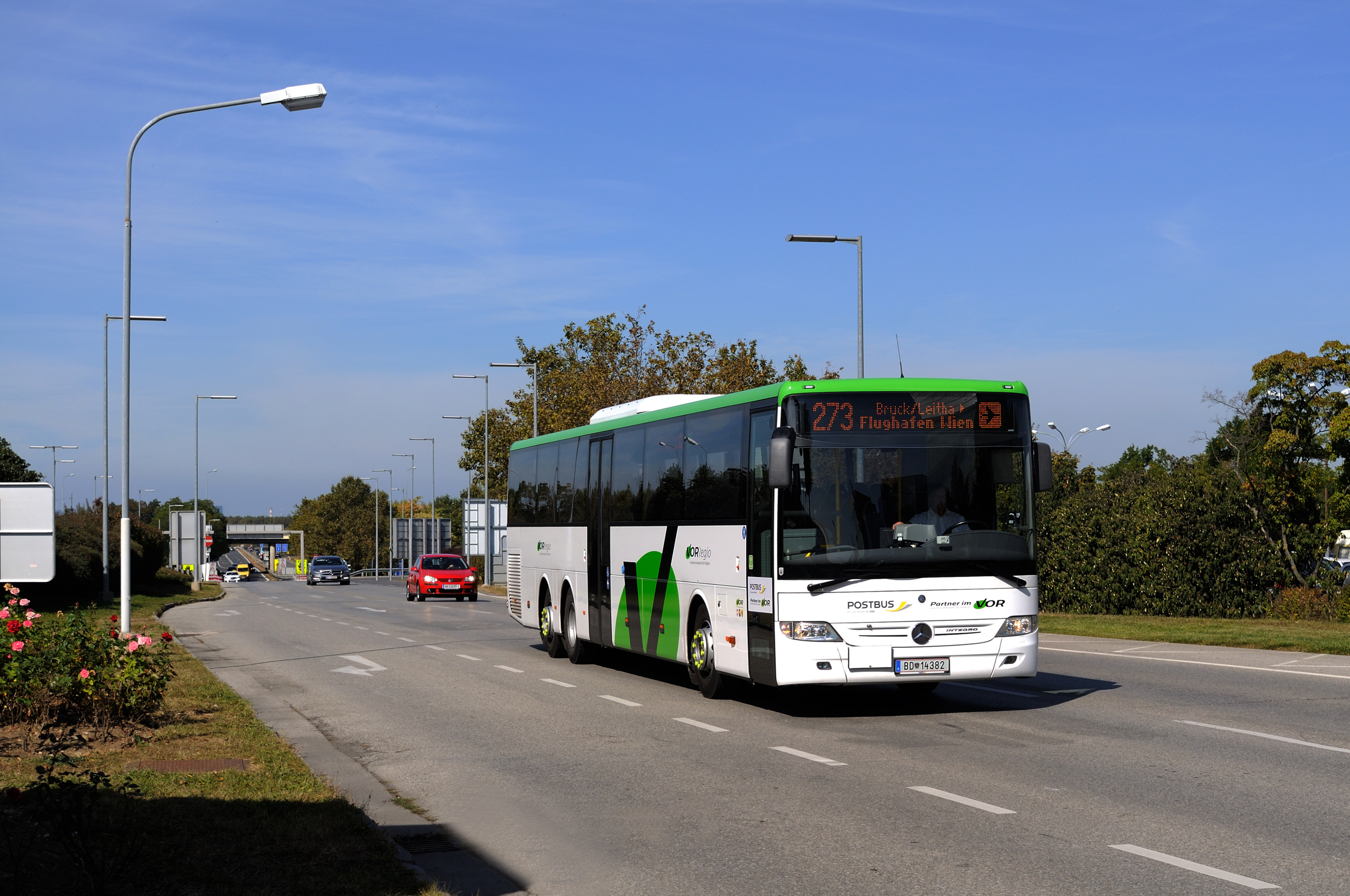
Mercedes-Benz Integro L (Postbus) in servizio sulla Linea 273 all'Aeroporto di Vienna

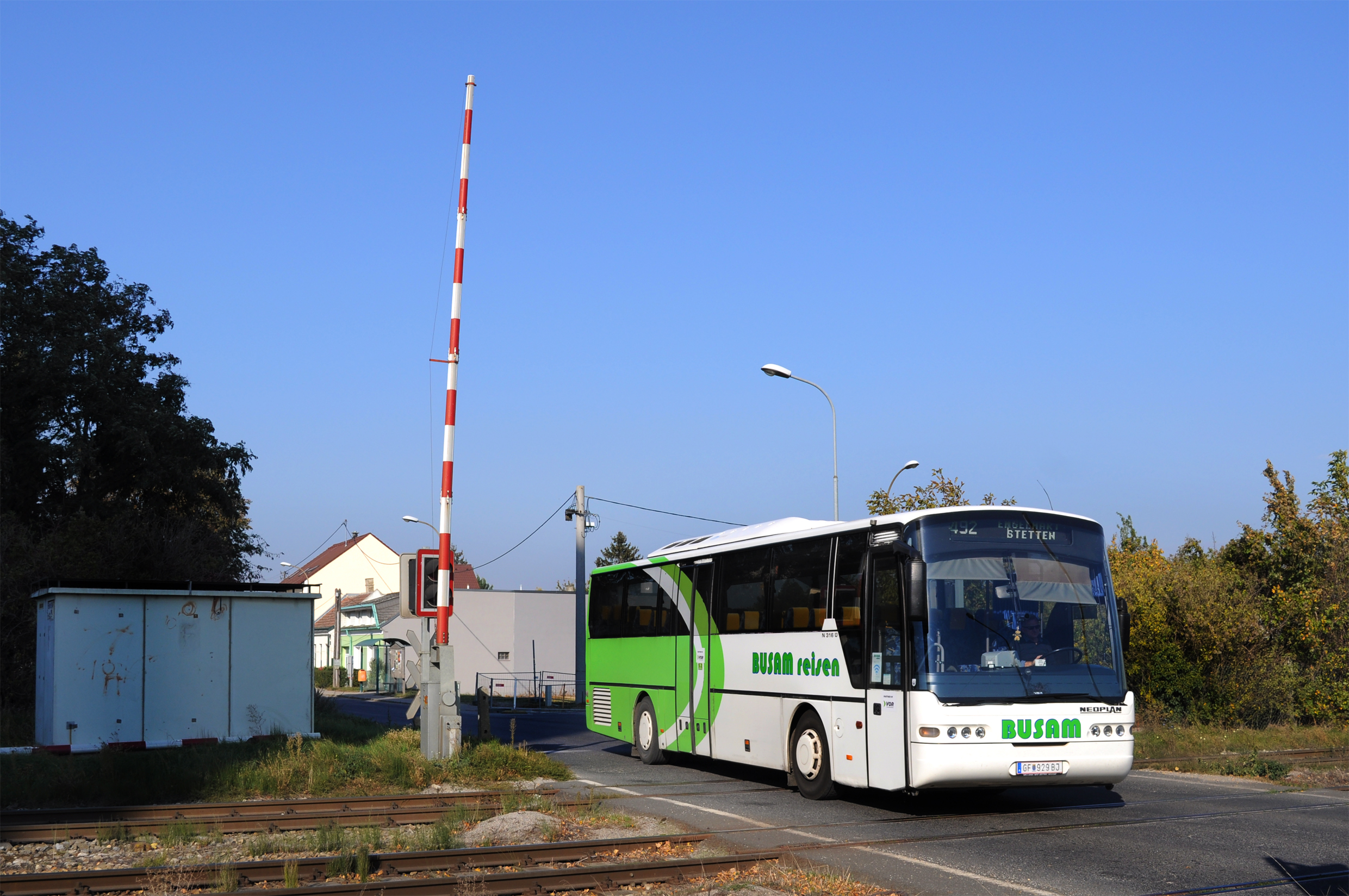
Neoplan N 316 Ü (Busam) sull'ex-Linea 492 a Siebenbrunn-Leopoldsdorf

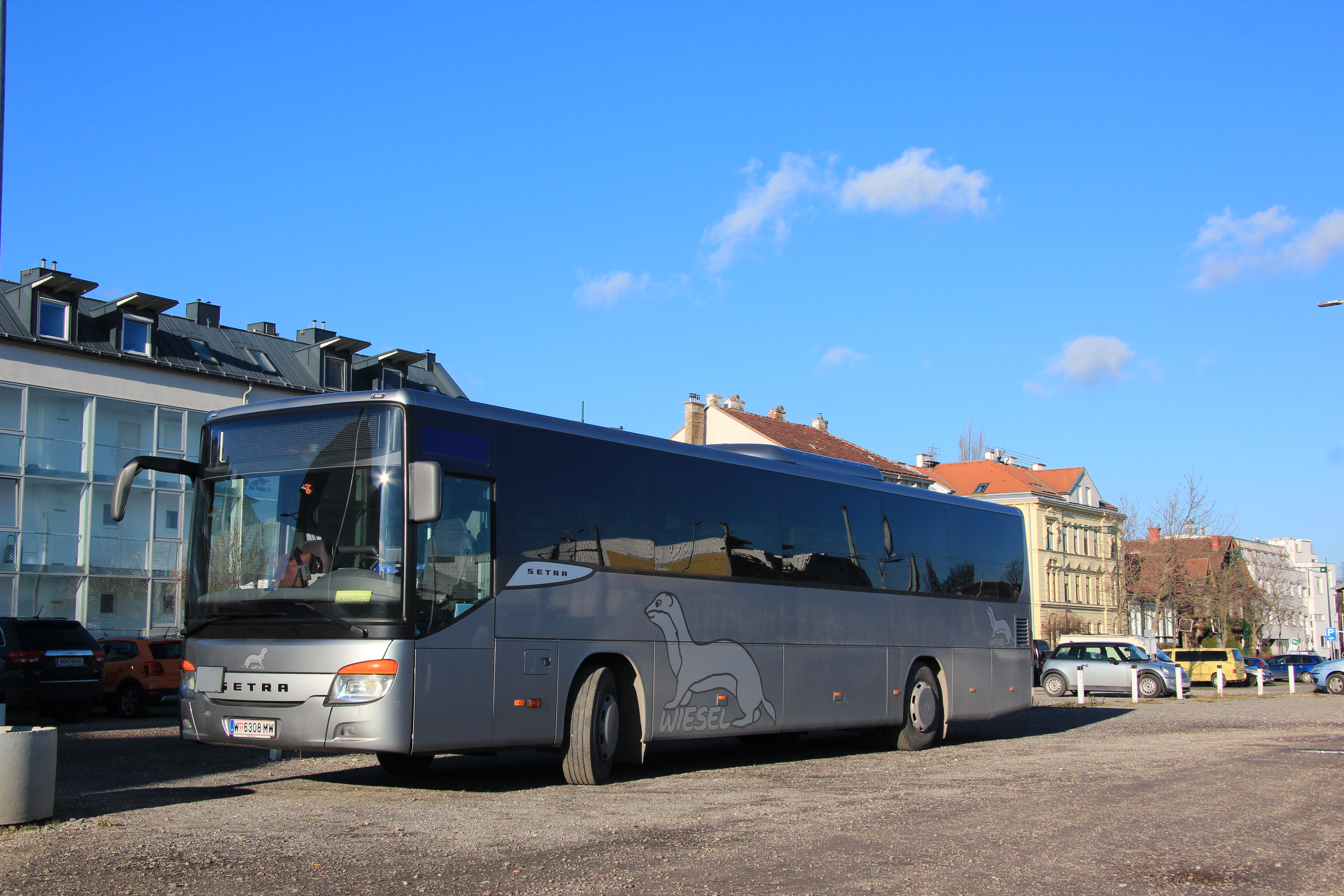
Wieselbus a Mödling

Fanno parte di VOR le seguenti società di trasporto:
- Blaguss
- Busam Reisen
- Dr. Richard NÖ
- Dr. Richard Verkehrsbetriebe
- Edtbrustner
- Frank Reisen
- Gschwindl
- Igler Autoreisen
- Jandrisevits Reisen
- Kerschner Reisen
- Knaus Reisen
- Köchl Ludwig Mietwagen und Linienverkehr
- Kolda GmbH Co. KG
- Langthaler Transport
- Mitterbauer Reisen & Logistik
- N-Bus GmbH
- Niederösterreich Bahnen (Mariazellerbahn, Citybahn Waidhofen)
- ÖBB Personenverkehr
- ÖBB-Postbus

- Partsch M. Verkehrsbetriebe
- Pichelbauer Reisen
- Raaberbahn
- Reisebüro & Autobusunternehmen Petra Wurz-Frank
- Reisebüro Pölzl
- Retter Linien
- Rezniczek Kurt
- Sagmeister Reisen
- Schuch Autoreisen-Reisebüro
- Südburg Kraftwagen Betriebs-GmbH & Co. KG
- Temper Franz
- Verkehrsbetriebe Stadtgemeinde Ybbs/Donau
- Wachau Touristik Bernhardt
- Wendl Josef
- Wiener Linien
- Wiener Lokalbahnen
- Wiener Neustädter Stadtwerke
- Winter Elisabeth Verkehrsbetriebe
- Ziegler Reisen
- Zuklin Bus

Da luglio 2018 il VOR coordina anche le undici linee Wieselbus, che si diramano a stella da Vienna e dai quattro distretti della Bassa Austria fino al capoluogo Sankt Pölten.
Non fanno parte del sistema tariffario VOR il City Airport Train, il Regiojet e i treni gestiti da WESTbahn, così come le linee ferroviarie turistiche di Wachau, Waldviertler, Reblaus Express e dello Schneeberg.

## Linee di trasporto
Le linee di trasporto gestite dal Verkehrsverbund Ost-Region sono contraddistinte secondo lo schema seguente:
- Treni regionali e a lunga percorrenza: numero a tre cifre secondo lo schema di numerazione di ÖBB, per esempio: 902
- Treni regionali locali: Tipo di treno (Regionale, Regionale Espresso eccetera) seguito da una o due cifre
- S-Bahn Wien: "S" seguita da una o due cifre, per esempio S45
- Ferrovia Vienna-Baden: WLB o RT1 (Regiotram) in alcuni orari ferroviari
- Trasporto su gomma: numeri a tre o quattro cifre, per esempio 360, 7905; le linee di bus Express e Wieselbus sono contraddistinte dalla cifra "1" per le centinaia (es. 123)
- Altri tipi di trasporto locale (fuori Vienna): numeri a una o due cifre
- Servizi di trasporto nell'area urbana di Vienna
  - Linee della metropolitana (U-Bahn): "U" seguito da una cifra, per esempio U3
  - Linee del tram (Straßenbahn): lettera oppure numero a uno o due cifre, per esempio D, 26
  - Linee di autobus: numero a una o due cifre seguito dalla lettera "A" oppure "B", per esempio 13A
  - NightLine Wien, linee di autobus in servizio notturni: lettera "N" seguita da una o due cifre, per esempio N64

Le linee della vecchia rete tranviaria urbana di Vienna, in servizio fino al 1989, erano contraddistinte dalle sigle "G" e "GD".

### Linee ferroviarie regionali
| Linea     | Percorso |
| --------- | --- |
| REX1      | Břeclav – Bernhardsthal – Gänserndorf – Vienna Floridsdorf – Vienna Centrale – Vienna Meidling – Mödling – Baden – Wiener Neustadt – Payerbach-Reichenau               |
| REX2      | Laa an der Thaya – Mistelbach – Wolkersdorf – Vienna Floridsdorf – Vienna Centrale – Vienna Meidling – Vienna Ovest                                                    |
| REX3      | Znojmo – Retz – Hollabrunn – Stockerau – Korneuburg – Vienna Floridsdorf – Vienna Centrale – Vienna Meidling – Mödling – Baden – Wiener Neustadt – Payerbach-Reichenau |
| REX4      | Krems an der Donau – Absdorf-Hippersdorf – Tulln – Vienna Francesco Giuseppe                                                                                           |
| R40       | Sankt Andrä-Wördern – Klosterneuburg-Kierling – Vienna Francesco Giuseppe                                                                                              |
| REX41     | Gmünd – Sigmundsherberg – Absdorf-Hippersdorf – Tulln – Vienna Francesco Giuseppe                                                                                      |
| R44       | Sigmundsherberg – Horn – Krems an der Donau – Sankt Pölten |
| CJX5      | Amstetten – St. Pölten Centrale – Tullnerfeld – Vienna Ovest |
| R52       | Pöchlarn – St. Pölten Centrale |
| R53       | St. Valentin – Amstetten |
| R54       | Hainfeld – Traisen – St. Pölten Centrale |
| R55       | Schrambach – Traisen – St. Pölten Centrale |
| R56       | Mariazell – Laubenbachmühle – St. Pölten Centrale |
| R57       | Scheibbs – Purgstall – Pöchlarn |
| R58       | Kleinreifling – Waidhofen an der Ybbs – Amstetten |
| R59       | Citybahn Waidhofen |
| REX6      | Deutschkreutz – Ebenfurth – Vienna Meidling – Vienna Centrale – Bruck an der Leitha – Bratislava-Petržalka                                                             |
| REX62     | Vienna Centrale – Bruck an der Leitha – Hegyeshalom |
| R62       | Bruck an der Leitha – Hegyeshalom |
| REX63     | Vienna Centrale – Bruck an der Leitha – Neusiedl am See – Pamhagen – Fertőszentmiklós                                                                                  |
| REX64     | Vienna Centrale – Bruck an der Leitha – Neusiedl am See – Eisenstadt – Wulkaprodersdorf                                                                                |
| R64       | Eisenstadt – Wulkaprodersdorf |
| REX7      | Vienna Floridsdorf – Vienna Rennweg – Aeroporto di Vienna – Wolfsthal                                                                                                  |
| REX8      | Vienna Centrale – Vienna Stadlau – Vienna Aspern Nord – Marchegg – Bratislava Centrale                                                                                 |
| R81       | Vienna Centrale – Vienna Stadlau – Vienna Aspern Nord – Marchegg |
| REX9      | Vienna Floridsdorf – Vienna Centrale – Vienna Meidling – Wiener Neustadt – Payerbach-Reichenau – Mürzzuschlag                                                          |
| R91       | Payerbach-Reichenau – Mürzzuschlag |
| REX92 R92 | Wiener Neustadt – Aspang – Friedberg |
| REX93     | Vienna Centrale – Vienna Meidling – Wiener Neustadt – Mattersburg – Sopron – Deutschkreutz                                                                             |
| R93       | Wiener Neustadt – Mattersburg – Sopron |
| R95       | Vienna Centrale – Traiskirchen Aspangbahn – Wiener Neustadt |
| R96       | Leobersdorf – Weissenbach-Neuhaus |
| REX97 R97 | Wiener Neustadt – Bad Fischau-Brunn – Wöllersdorf – Pernitz-Muggendorf – Gutenstein                                                                                    |
| R98       | Wiener Neustadt – Bad Fischau-Brunn – Puchberg am Schneeberg |

## Sistema tariffario
Dal 6 luglio 2016, con l'entrata in servizio della fusione tra VOR e VVNB, è stato introdotto un nuovo sistema tariffario, differenziato tra l'area urbana di Vienna (nota in precedenza come "zona 100"), di competenza della Wiener Verkehrsbetriebe, e le aree al di fuori di Vienna, di competenza di VOR, senza alcuna sovrapposizione.
Mit 6. Juli 2016 wurden die Verbundgebiete des VOR und des VVNB vereint und ein neues, einheitliches Tarifsystem eingeführt.
Im Außenbereich (ehemalige VOR-Außenzonen plus ehemaliges VVNB-Gebiet) gibt es keine Zonen oder sonstige Unterteilung mehr. Verblieben ist die Kernzone Wien (vorher auch als „Zone 100“ bezeichnet). Die Tarife für die Kernzone und den Außenbereich wurden mit der Neuorganisation vollständig entkoppelt, Überlappungsbereiche nach Wien hinein gibt es nicht mehr. Im Außenbereich liegt die Preisgestaltung und Planung des Linienverkehrs in der Zuständigkeit der VOR GmbH, in der Kernzone sind die Wiener Verkehrsbetriebe zuständig.
Nell'area urbana di Vienna (Kernzone) è rimasto in vigore il sistema tariffario già esistente. Nelle aree rimanenti (Region) si applicata una tariffa chilometrica, suddivisa in tratte da 2,20 (ex tariffa di zona) e 1,10 euro, con un prezzo minimo di  1,70 euro. In alcuni comuni sono in vigore tariffe ridotte e sono previsti anche biglietti giornalieri.
Gli abbonamenti nell'area Region sono calcolati su una "rete personale" calcolata da un algoritmo in base alle destinazioni con estensione a linee limitrofe; le informazioni sulla "rete personale" sono disponibili solo online. Per gli abbonamenti combinati Region e area urbana di Vienna è prevista anche una formula più economica che comprende le linee ferroviarie urbane e le tratte urbane degli autobus regionali.

### Biglietti
Anche se le tariffe tra Vienna e le altre zone sono differenziate, è previsto un biglietto unico per tragitti da e per Vienna, così come è possibile acquistare biglietti separati per l'area urbana e quelle esterne. I biglietti singoli e giornalieri da Vienna verso le aree esterne possono essere acquistati presso i distributori automatici e i punti vendita delle Wiener Linien salvo convalida al di fuori di Vienna. Sono disponibili in prevendita anche biglietti validi per altri servizi cittadini, ad es. Sänkt Polten.
I biglietti sono acquistabili online (VOR, ÖBB), tramite app; presso i distributori automatici di biglietti ÖBB nelle stazioni ferroviarie, presso le biglietterie e sugli autobus regionali anche direttamente a bordo.

### Tariffe speciali
Per i titolari di una "Senior card" sono previsti sconti del 40% sul prezzo dei biglietti singoli o giornalieri; nell'area urbana la tariffa ridotta Senior è accessibile anche senza la Senior card.
Altre carte consentono di usufruire di tariffe ridotte ma limitatamente ai servizi forniti dallo specifico gestore, per esempio ÖBB o altro gestore ferroviario locale.

### Critiche
Nonostante il nuovo sistema sia stato pubblicizzato come "più semplice, flessibile e pratico", sono state sollevate critiche perché in alcuni casi il costo degli abbonamenti annuali per i pendolari è aumentato in modo considerevole, al punto che è stato concesso uno sconto per i primi due anni in seguito alle numerose lamentele.
Le persone più anziane si sono lamentate perché rispetto alle tariffe applicate con la Vorteilscard Senior/Classic, il costo dei viaggi che attraversano anche l'area urbana di Vienna è aumentato per il prezzo extra richiesto nelle tratte urbane. Vi sono state lamentele anche per il cambio delle obliteratrici al di fuori di Vienna, non più utilizzabili per i biglietti dell'area urbana, con ulteriori disagi per le persone anziane, motivo per cui a marzo 2017 sono state ripristinate le vecchie obliteratrici nelraggio di 50-60 chilometri da Vienna.
Sono state oggetto di critica anche la poca trasparenza nei prezzi e nella definizione delle "reti personali", nonché altre incongruenze.